# Serarpasjön
Serarpasjön är en sjö i Vetlanda kommun i Småland och ingår i Emåns huvudavrinningsområde. Sjön är 18 meter djup, har en yta på 2,09 kvadratkilometer och befinner sig 214,5 meter över havet. Sjön avvattnas av vattendraget Gårdvedaån. Vid provfiske har bland annat abborre, braxen, gädda och mört fångats i sjön.

## Delavrinningsområde
Serarpasjön ingår i det delavrinningsområde (634988-147210) som SMHI kallar för Utloppet av Serarpasjön. Medelhöjden är 227 meter över havet och ytan är 10,14 kvadratkilometer. Räknas de 4 delavrinningsområdena uppströms in blir den ackumulerade arean 70,42 kvadratkilometer. Gårdvedaån som avvattnar avrinningsområdet har biflödesordning 2, vilket innebär att vattnet flödar genom totalt 2 vattendrag innan det når havet efter 145 kilometer. Delavrinningsområdet består mestadels av skog (68 procent). Avrinningsområdet har 2,08 kvadratkilometer vattenytor vilket ger det en sjöprocent på 20,5 procent.

## Fisk
Vid provfiske har följande fisk fångats i sjön:
- Abborre
- Braxen
- Gädda
- Mört
- Sik
- Siklöja
- Sutare